# Габріеле Чоффі
Габріеле Чоффі (італ. Gabriele Cioffi, нар. 7 вересня 1975, Флоренція) — італійський футболіст, що грав на позиції захисника. По завершенні ігрової кар'єри — тренер. З 2022 року очолює тренерський штаб «Верони».

## Ігрова кар'єра
Народився 7 вересня 1975 року у Флоренції. Вихованець футбольної школи аматорського клубу «АС Сестезе». Дорослу футбольну кар'єру розпочав 1992 року в основній команді того ж клубу, що змагався на рівні Національного Аматорського чемпіонату Італії. Згодом другу половину 1996 року відіграв на тому ж рівні за «Поджібонзі», після чого став гравцем професійної команди «Марсала», представника Серії C2, на той час четвертого італійського дивізіону.
Надалі грав на рівні четвертого і третього італійських дивізіонів, захищаючи кольори «Спеції», «Ареццо», «Таранто», «Новари» та «Мантови». 2005 року допоміг останній команді здобути підвищення у класі і наступного сезону у віці 29 років дебютував в іграх на рівні Серії B. 
Сезон 2006/07 став для 30-річного на той час Чоффі піком його ігрової кар'єри, адже того сезону він провів 18 ігор за «Торіно» в елітній Серії A. А вже з наступного сезону повернувся до виступів на рівні другого дивізіону, де грав за  «Асколі» та «АльбіноЛеффе».
Завершував ігрову кар'єру у нижчоліговому «Карпі» протягом 2010—2012 років.

## Кар'єра тренера
Завершивши 2012 року виступи на футбольному полі, залишився у структурі клубу «Карпі» як асистент головного тренера його команди.
Згодом тренував нижчоліговий «Гаворрано» та входив до тренерських штабів «Зюйдтіроля» та еміратської «Аль-Джазіри».
У другій половині 2010-х працював в Англії, спочатку як один з асистентів Джанфранко Дзоли в «Бірмінгем Сіті», а згодом як головний тренер «Кроулі Тауна».
2020 року повернувся до тренерської роботи на батьківщині, увійшовши до очолюваного Лукою Готті тренерського штабу «Удінезе». У грудні 2021 року, після звільнення останнього, став виконувачем обов'язків головного тренера команди. Контракт був розрахований до завершення сезону 2021/22, і в травні 2022 було оголошено, що його подовжено не буде.
Натомість 14 червня 2022 року спеціаліста було представлено новим очільником тренерського штабу іншої італійської вищолігової команди, «Верони».

## Статистика виступів

### Статистика клубних виступів
| Сезон                  | Команда                | Чемпіонат              | Чемпіонат | Чемпіонат | Національний кубок | Національний кубок | Національний кубок | Усього | Усього |
| Сезон                  | Команда                | Ліга                   | Ігор      | Голів     | Ліга               | Ігор               | Голів              | Ігор   | Голів  |
| ---------------------- | ---------------------- | ---------------------- | --------- | --------- | ------------------ | ------------------ | ------------------ | ------ | ------ |
| 1992–93                | «АС Сестезе»           | Нац. Амат.             | 3         | 0         | КІ-Амат.           | ?                  | ?                  | 3+     | 0+     |
| 1993–94                | «АС Сестезе»           | Нац. Амат.             | 32        | 0         | КІ-Амат.           | ?                  | ?                  | 32+    | 0+     |
| 1994–95                | «АС Сестезе»           | Нац. Амат.             | 30        | 2         | КІ-Амат.           | ?                  | ?                  | 30+    | 2+     |
| 1995–96                | «АС Сестезе»           | Нац. Амат.             | 12        | 0         | КІ-Амат.           | ?                  | ?                  | 12+    | 0+     |
| Усього за «АС Сестезе» | Усього за «АС Сестезе» | Усього за «АС Сестезе» | 77        | 2         |                    | ?                  | ?                  | 77+    | 2+     |
| 1996-січ.1997          | «Поджібонзі»           | Нац. Амат.             | 10        | 0         | КІ-Амат.           | ?                  | ?                  | 10+    | 0+     |
| січ.-черв. 1997        | «Марсала»              | C2                     | 12        | 2         | КІ-C               | ?                  | ?                  | 12+    | 2+     |
| 1997–98                | «Спеція»               | C2                     | 31        | 1         | КІ-C               | ?                  | ?                  | 31+    | 1+     |
| 1998–99                | «Спеція»               | C2                     | 24        | 0         | КІ-C               | ?                  | ?                  | 24+    | 1+     |
| Усього за «Спецію»     | Усього за «Спецію»     | Усього за «Спецію»     | 56        | 1         |                    | ?                  | ?                  | 56+    | 1+     |
| 1999–00                | «Ареццо»               | C1                     | 19        | 0         | КІ-C               | ?                  | ?                  | 19+    | 0+     |
| 2000–01                | «Ареццо»               | C1                     | 2         | 0         | КІ-C               | ?                  | ?                  | 2+     | 0+     |
| Усього за «Ареццо»     | Усього за «Ареццо»     | Усього за «Ареццо»     | 21        | 0         |                    | ?                  | ?                  | 21+    | 0+     |
| 2001–02                | «Таранто»              | C1                     | 3+1       | 0+0       | КІ+КІ-C            | 0+?                | 0+?                | 4      | 0      |
| 2002–03                | «Новара»               | C2                     | 30        | 3         | КІ-C               | ?                  | ?                  | 30+    | 3+     |
| 2003–04                | «Новара»               | C1                     | 26        | 2         | КІ-C               | ?                  | ?                  | 26+    | 2+     |
| 2004-січ.2005          | «Новара»               | C1                     | 18        | 1         | КІ-C               | ?                  | ?                  | 18+    | 1+     |
| Усього за «Новару»     | Усього за «Новару»     | Усього за «Новару»     | 74        | 8         |                    | ?                  | ?                  | 74+    | 8+     |
| січ.-черв. 2005        | «Мантова»              | C1                     | 12+4      | 1+1       | КІ-C               | ?                  | ?                  | 16+    | 2+     |
| 2005–06                | «Мантова»              | B                      | 40+4      | 4+1       | КІ                 | 1                  | 0                  | 45     | 5      |
| Усього за «Мантову»    | Усього за «Мантову»    | Усього за «Мантову»    | 60        | 7         |                    | ?                  | ?                  | 1+     | 0+     |
| 2006–07                | «Торіно»               | A                      | 18        | 1         | КІ                 | 2                  | 0                  | 20     | 1      |
| 2007–08                | «Асколі»               | B                      | 22        | 2         | КІ                 | 1                  | 0                  | 23     | 1      |
| 2008–09                | «Асколі»               | B                      | 17        | 1         | КІ                 | 2                  | 0                  | 19     | 1      |
| Усього за «Асколі»     | Усього за «Асколі»     | Усього за «Асколі»     | 39        | 3         |                    | 3                  | 0                  | 42     | 3      |
| січ.-черв. 2010        | «АльбіноЛеффе»         | B                      | 18        | 1         | КІ                 | -                  | -                  | 18     | 1      |
| 2010–11                | «Карпі»                | ЛП2                    | 26        | 3         | КІ+КІ-ЛП           | ?+?                | ?+?                | 26+    | 3+     |
| 2011–12                | «Карпі»                | ЛП1                    | 26+4      | 3+0       | КІ+КІ-ЛП           | 2+?                | 0+?                | 32+    | 3+     |
| Усього за «Карпі»      | Усього за «Карпі»      | Усього за «Карпі»      | 56        | 6         |                    | 2+                 | 0+                 | 58+    | 6+     |
| Усього за кар'єру      | Усього за кар'єру      | Усього за кар'єру      | 445       | 29        |                    | 8+                 | 0+                 | 453+   | 29+    |